# Xian de Pujiang (Sichuan)
Pour les articles homonymes, voir Pujiang.
Le xian de Pujiang (蒲江县 ; pinyin : Pújiāng Xiàn) est un district administratif de la province du Sichuan en Chine. Il est placé sous la juridiction de la ville sous-provinciale de Chengdu.

## Démographie
La population du district était de 255 035 habitants en 1999.